# Jasper (Canada)
 For alternative betydninger, se Jasper. (Se også artikler, som begynder med Jasper)
Jasper er en kommune i Canadian Rockies i den vestlige del af af provins Alberta i Canada, og også navnet på en by i kommunen. Byen Jasper ligger i Athabasca Rivers floddal og er det kommercielle centrum i Jasper National Park. Dele af byen nedbrændte i 2024 i en omfattende naturbrand i området som spredte sig til byen.

## Historie
Jasper House blev grundlagt i 1813 og var først en handelspost for pelshandel for North West Company og senere Hudson's Bay Company på handelsruten York Factory Express til det, der dengang blev kaldt "Ny Kaledonien" (nu i British Columbia) og Fort Vancouver ved den nedre del af Columbia River. Jasper House lå 35 km nord for den nuværende by Jasper.
Jasper Forest Park blev etableret i 1907. Grand Trunk Pacific Railway anlagde i 1911 en station der hvor byen Jasper senere kommer til ligge. Stationen fik navnet Fitzhugh efter en af Grand Trunks vicepræsidenter. Canadian Northern Railway anlagde Jasper Park-station i 1912, ca. 700 m fraGrand Trunk Pacifics Fitzhugh-station. Byområdet blev opmålt i 1913 af H. Matheson. Det blev omdøbt til Jasper efter den tidligere pelshandelspost. Der blev oprettet en interneringslejr i Dominion Park i Jasper under 1. verdenskrig fra februar 1916 til august 1916.
Jasper Forest Park blev omdøbt til Jasper National Park i 1930. I 1931 kom vejforbindelse til Jasper fra Edmonton. I 1940 åbnede den naturskønne Icefields Parkway, der forbinder Jasper med Lake Louise og Banff i Banff National Park.
Det første skridt for oprettelsen af kommunen Jasper skete den 31. august 1995, da Jasper Improvement District blev dannet af en del af Improvement District No. 12 (Jasper National Park). Distriktet blev efterfølgende omdannet til en kommune under navnet Municipality of Jasper den 20. juli 2001. Ved oprettelsen af kommunen blev byområdet Jasper oprettet som Town of Jasper og de øvrige områder i kommunen som et landligt serviceområde, der blev anset for at svare til et kommunalt distrikt.
Naturbranden i Jasper i 2024 begyndte den 23. juli 2024 og ødelagde store dele af byen.

## Geografi
Jasper Kommune ligger i den vestlige del af provinsen Alberta i Jasper National Park. Den grænser op til provinsen British Columbia mod vest og Improvement District No. 12 mod nord, øst og syd. Athabasca River, som udspringer af Columbia Icefield, snor sig nordpå gennem kommunen. Miette River, Maligne River og Snaring River udmunder i Athabasca River inden for Jasper Kommunes grænser.
Jasper by ligger cirka 362 kilometer vest for Edmonton, 290 kilometer nord for Banff og 28 kilometer øst for Yellowhead Pass. Highway 16 (Yellowhead Highway) og Highway 93 (Icefields Parkway) krydser hinanden i byen.